# Nissan Mixim

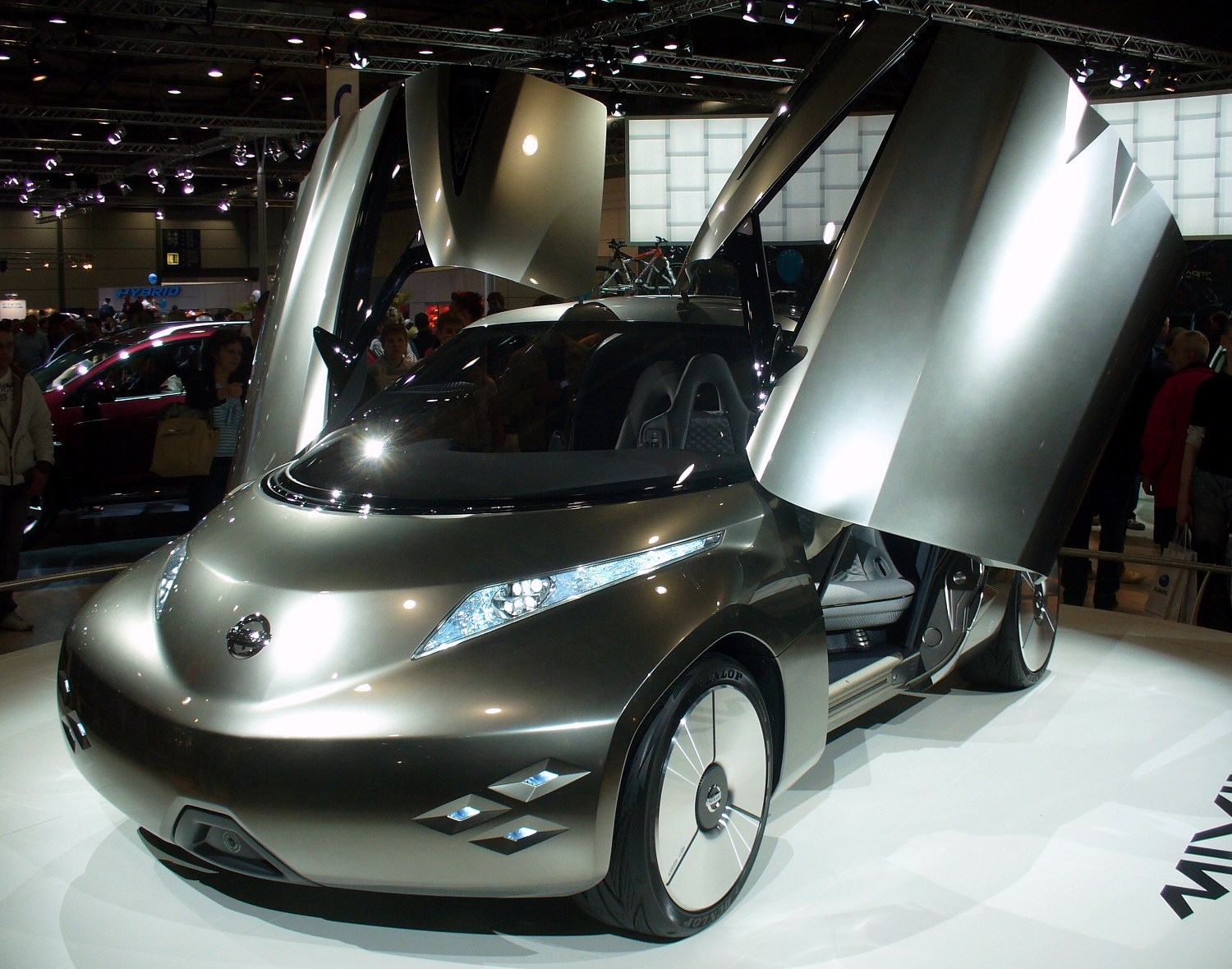
Nissan Mixim auf der Messe Auto Mobil International 2008 in Leipzig

Der Nissan Mikushimu (Mixim) ist ein Konzeptfahrzeug von Nissan, das 2007 auf der 62. Internationale Automobil-Ausstellung Frankfurt vorgestellt wurde. Das Sportcoupé hat zwei Elektromotoren, die jeweils eine Achse antreiben, und verfügt somit über Allradantrieb. Außerdem hat er ein regeneratives Bremssystem, das den Lithium-Ionen-Akkumulator beim Bremsen wieder auflädt. Während vorn zwei Personen Platz finden, gibt es hinten nur einen Notsitz.
Der Mixim verfügt über Flügeltüren. Der Name Mixim bezieht sich auf eine Fusion von Realem und Virtuellem.